# Hrskavičnjače
Hrskavičnjače (lat. Chondrichtyes) nekada su smatrane razredom riba u skupini čeljustoustih (Gnathostomata), danas se vode kao pakoljeno (parvphylum). Njihovi predstavnici su morski psi (Selachii) i raže (Batoidea).
Kostur hrskavičnjača građen je od hrskavice koja zbog taloženja kalcija može biti vrlo čvrsta. Koža cjeloglavki je glatka, a prečnousti imaju kožu prekrivenu sitnim, oštrim krljuštima sa zubolikim nastavcima, koje na dodir podsjećaju na brusni papir. Hrskavičnjače nemaju plivaći mjehur. Mala težina njihovog skeleta te jetra bogata uljem omogućava im regulaciju plovnosti a mnoge pelagijalne vrste imaju velike prsne peraje koje potpomažu uzgon.

## Kontroverze u sistematici
Uobičajeno se smatra da su hrskavičnjače sestrinska skupina koštunjača u okviru čeljustoustih. No u novije vrijeme usporedna genetička istraživanja dovode ovu hipotezu u pitanje. Prema njima, hrskavičnjače su se razvile u okviru koštunjača, pa bi prema tome trebale biti sestrinska grupa zrakoperki (Actinopterygii) (štitonoše i novozrakoperke) kao jednom i mesoperki (Sarcopterygii) (mnogoperki i dvodihalica) kao drugom taksonu.
To bi imalo značajne posljedice u odnosu na prihvaćeno vrednovanje njihovih mnogih vanjskih značajki. Tako bi na primjer zadnji zajednički predak sve tri skupine morao imati organ pluća odnosno ribljeg mjehura kao i koštani škržni poklopac, koji su zatim hrskavičnjače ponovo reducirale, odnosno izgubile.
Sa stanovišta evolucije, mnoge osobine hrskavičnjača mogu se interpretirati kao prilagodba načinu života i okolišu u dubinama otvorenog mora. Tako se reduciranje koštanog skeleta može tumačiti potrebom smanjivanja specifične težine, a razvoj električnih osjetila prilagodbom na nedostatak svjetla. Unutrašnja oplodnja i relativno nizak broj potomaka se, pored drugih morfoloških i fizioloških osobina, mogu se razumjeti kao prilagodba. Prema tom tumačenju, da danas recentni morski psi nastanjuju i pliće obalne vode, može se smatrati sekundarnim osvajanjem novog okoliša.

## Razredi
- Elasmobranchii Bonaparte, 1838
- Holocephali Bonaparte, 1832

Za pobližu podjelu: Sistematika hrskavičnjača